# دیوید اس. وارد
دیوید اس. وارد (انگلیسی: David S. Ward؛ زادهٔ ۲۵ اکتبر ۱۹۴۵) یک کارگردان، و فیلم‌نامه‌نویس اهل ایالات متحده آمریکا است.
وی همچنین برنده جوایزی همچون جایزه اسکار بهترین فیلم‌نامه غیراقتباسی شده است.